# Friedrich Bernhard Culemann
Friedrich Bernhard Culemann (* 21. März 1770 in Königslutter; † 22. Januar 1845 in Hannover) war ein deutscher Buchhändler und Buchdrucker, Unternehmensgründer und Verleger.

## Leben

### Familie
Friedrich Bernhard Culemann war der Vater des Unternehmers Friedrich Culemann. Er heiratete 1810 Stephie Eleonore Taberger, Tochter des hannoverschen Zinngießers Friedrich Ludwig Arnold Taberger. Einer seiner Brüder war der Kartograf Friedrich Wilhelm Culemann.

### Werdegang
Friedrich Bernhard Culemann absolvierte in Braunschweig eine Lehre in der Schulbuchhandlung des Schulrates Johann Heinrich Campe. Im Alter von kaum 30 Jahren gründete Culemann 1799 in seiner Geburtsstadt Königslutter einen Verlag mit Druckerei. 1801 erwarb er darüber hinaus eine Buchhandlung in Braunschweig und wurde, nachdem das Braunschweiger Buchgeschäft geschlossen wurde, 1803 in Hannover Angestellter bei der Buchhandlung Gebr. Hahn, wo er bis 1815 tätig blieb.
Nebenbei errichtete Culemann in der sogenannten Franzosenzeit 1806 eine weitere Druckerei in Hameln. 1809 verlegte er seinen ersten Betrieb von Königslutter nach Hannover. Nach seiner Hochzeit 1810 verkaufte er diesen 1814 an Carl Friedrich Cuis.
Stattdessen gründete Culemann 1815 schließlich seine Culemann’sche Buchdruckerei (die spätere Culemannsche Druckerei und Verlagsanstalt), über die er neben 10.000 Bibeln im Auftrag von Heinrich Wilhelm Hahn dem Älteren, dann die Monumenta Germaniae Historica mit dem Herausgeber Georg Heinrich Pertz, endlich die Hannoversche Zeitung druckte und schließlich ab 1834 unter der Redaktion von Pertz auch herausgab.
Ab 1836 übernahm sein Sohn Friedrich Culemann den väterlichen Betrieb.